# Esporte Clube XV de Novembro (Jaú)
L'Esporte Clube XV de Novembro, noto anche semplicemente come XV de Jaú, è una società calcistica brasiliana con sede nella città di Jaú, nello stato di San Paolo.

## Storia
Il 15 novembre 1924, venne fondato l'Esporte Clube XV de Novembro de Jaú da José Piragine Sobrinho, Hermínio Cappabianca e altri sportivi.
Nel 1951, il XV de Jaú vinse il Campeonato Paulista Série A2, dopo aver sconfitto il Linense di Lins in finale. Il club ha successivamente disputato lo spareggio promozione-retrocessione contro il Jabaquara, che si classificò all'ultimo posto nel Campionato Paulista. Il XV de Jaú vinse all'andata, ma perse al ritorno. Nella terza partita di nuovo contro il Jabaquara, il club vinse e ottenne la promozione nella massima divisione statale dell'anno successivo.
Nel 1976, il club ha vinto per la seconda volta il Campeonato Paulista Série A2.
Nel 1979, il club ha partecipato per la prima volta al Campeonato Brasileiro Série A, dove ha terminato al 56º posto.
Tre anni dopo, nel 1982, il XV de Jaú ha partecipato di nuovo al Campeonato Brasileiro Série A, terminando questa volta al 20º posto, davanti a club come Internacional, Cruzeiro e Atlético Paranaense.
Nel 1988, il club ha partecipato al Campeonato Brasileiro Série C, dove è stato eliminato alla prima fase, terminando all'ultimo posto nel proprio gruppo.

## Palmarès

### Competizioni statali
- Campeonato Paulista Série A2: 2

1951, 1976